# Parablastothrix montana
Parablastothrix montana är en stekelart som beskrevs av Erdös 1955. Parablastothrix montana ingår i släktet Parablastothrix, och familjen sköldlussteklar. Arten är reproducerande i Sverige.